# Dalto
Dalto Roberto Medeiros, plus connu simplement comme Dalto est né le 22 juin 1949 à Niteroi, est un chanteur brésilien.
Il a obtenu son success avec la chanson Muito estranho (cuida bem de mim).

## Discographie
- 1974 - Flash back
- 1982 - Muito estranho
- 1983 - Pessoa
- 1984 - Dalto
- 1985 - Kama Sutra
- 1988 - Um coração em mil
- 1994 - Guru
- 2000 - Cachorro fujão